# Santuario de Artemisa Brauronia (Atenas)

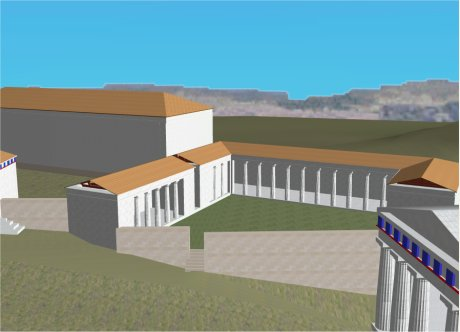
Recreación por ordenador del Santuario de Artemisa Brauronia.

El Santuario de Artemisa Brauronia estaba situado en la Acrópolis de Atenas, entre los Propileos y la Calcoteca. Estaba dedicado a Artemisa, divinidad representada como una osa y protectora de las mujeres embarazadas y del parto.

## Historia
Probablemente dependía del gran Santuario de Artemisa en Braurón, Ática. Fue fundado a mediados del siglo VI a. C., posiblemente por Pisístrato, quien era originario de la región de Brauron.

## Descripción
El edificio fue construido hacia el 430 a. C. Se cree que tomó parte en su proyecto de edificación el arquitecto Mnesicles, cuando estaba realizando los Propileos. 
El santuario tenía planta trapezoidal, en forma de Π con dos alas laterales. El cuerpo principal era una estoa dórica, de unos 38 m x 7 m. La stoa daba al norte y tenía 10 columnas a lo largo de su fachada, mientras que su pared posterior corría paralela a la muralla sur de la Acrópolis. En cada extremo de la stoa había un ala rectangular cerrada, de 10 m x 7 m, en la que se guardaban los tesoros del santuario. El lado norte se cerraba mediante un muro perimetral, con una puerta en su esquina noreste. La escalera que conduce al santuario, visible hoy en día, y el muro norte fueron construidos en el siglo V a. C., probablemente al mismo tiempo que los Propileos. En el siglo IV a. C. se añadió una nueva estoa, de 17 m x 7 m, a la ya existente en el ala este.
El patio triangular del Santuario contenía las ofrendas de los fieles, mientras que el edificio probablemente albergaba un xoanon arcaico de Artemisa (estatua de culto de madera), similar al del Santuario de Braurón. Según Pausanias, una segunda estatua de la diosa, obra de Praxíteles, fue colocada allí a mediados del siglo IV a. C.
La cabeza de esta estatua se exhibe en el Museo de la Acrópolis.
Pausanias también describe la presencia en este santuario de una representación en bronce del Caballo de Troya, mostrando algunos guerreros escondidos asomándose desde dentro.

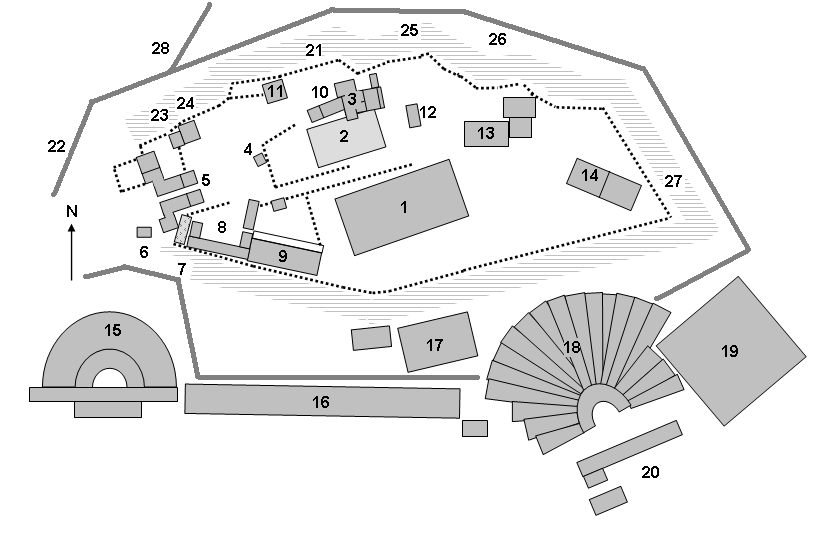
Plano de la Acrópolis de Atenas: el Santuario de Artemisa Brauronia es el número 8.